# Kaiser-Wilhelm-I.-Denkmal (Hamburg)

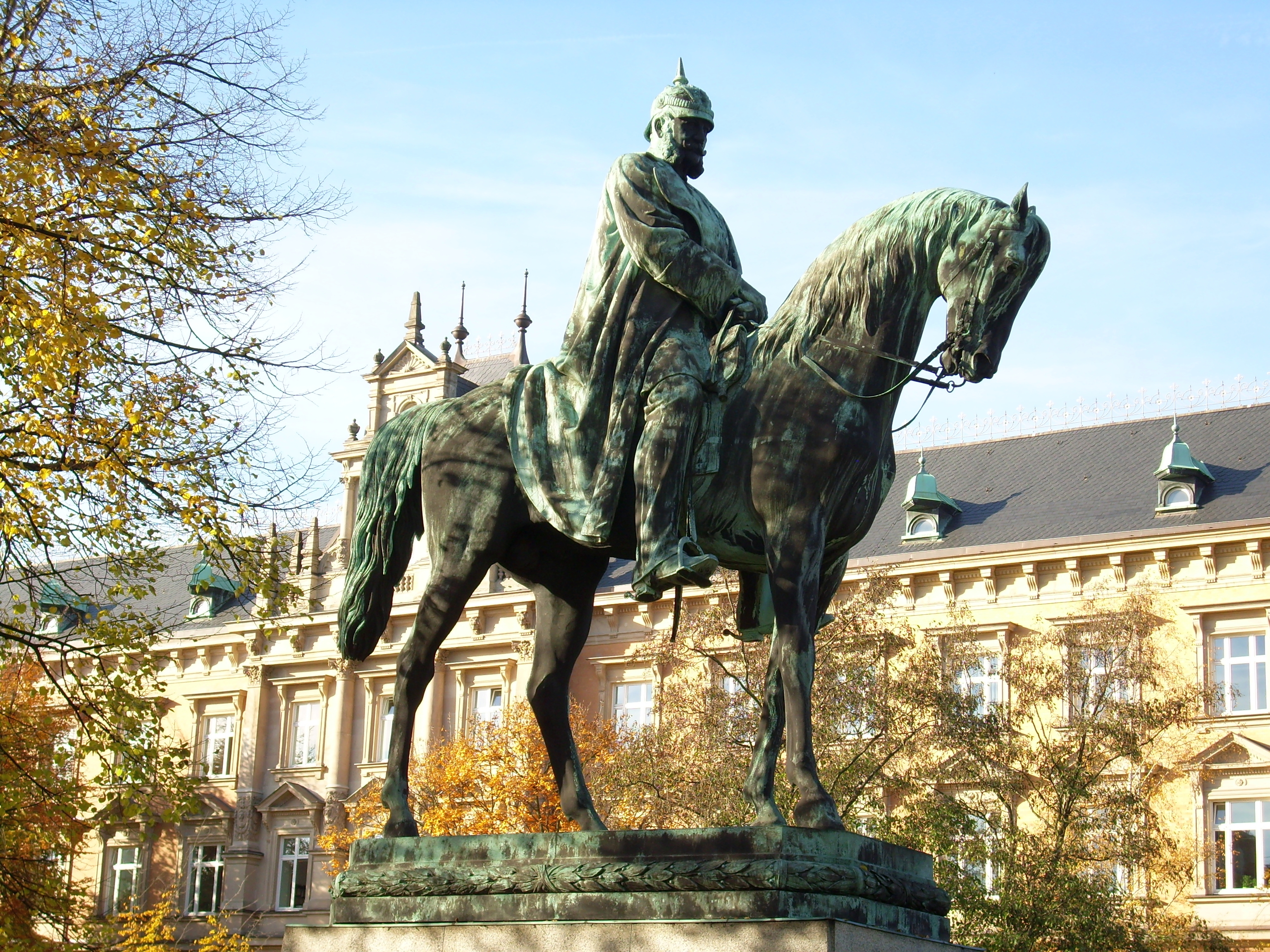
Kaiser-Wilhelm-I.-Denkmal in Planten un Blomen

Das Kaiser-Wilhelm-Denkmal  in Hamburg ist ein Reiterstandbild zu Ehren von Kaiser Wilhelm I. Das von Johannes Schilling geschaffene Standbild mit vier allegorischen Figuren wurde 1903 auf dem Rathausmarkt aufgestellt, befindet sich aber seit 1930 in den Wallanlagen auf Höhe des Justizforums.

## Geschichte
Zu Ehren des 1888 verstorbenen Kaiser Wilhelms I. errichteten viele Gemeinden des Deutschen Kaiserreiches Denkmäler, so auch in Hamburg. Kurz nach dem Tod von Kaiser Wilhelm I. wurde eine Kommission aus Senats- und Bürgerschaftsmitgliedern mit der Standortfindung und Ausgestaltung eines Denkmals beauftragt, die sich für einen Entwurf von Fritz Schaper auf der Reesendammbrücke aussprach. Die Empfehlung wurde jedoch von der Bürgerschaft nicht angenommen, die sich 1890 für die Aufstellung auf dem Rathausmarkt entschied. Verkehrsprobleme und finanzielle Fragen verhinderten die Durchführung vorerst.
Martin Haller, Baumeister des 1897 fertiggestellten Rathauses, brachte die Diskussion wieder in Gang. 1898 fiel in Hamburg ein neuer Beschluss über einen Denkmalsentwurf von  Johannes Schilling. In jenem Jahr war das Kaiser-Wilhelm-I.-Denkmal im benachbarten Altona schon eingeweiht worden. Die Platzgestaltung geht im Wesentlichen auf den Gemeinschaftsentwurf von Carl Garbers und Ernst Barlach aus einem gewonnenen Ideenwettbewerb zurück, der von Schilling lediglich stilistisch an sein Reiterstandbild angepasst wurde. Die Grundsteinlegung erfolgte am 3. Juni 1902. Die Kosten für das Denkmal-Ensemble betrugen einschließlich Platzumgestaltung, Verlegung der Straßenbahn und der Feierlichkeiten über 1 Million Mark.
Das Reiterdenkmal mit Figurengruppe wurde am 20. Juni 1903 in Anwesenheit des Enkels Kaiser Wilhelm II. auf dem Rathausmarkt vor dem Hamburger Rathaus enthüllt.

### Gestaltung der ursprünglichen Anlage auf dem Rathausmarkt

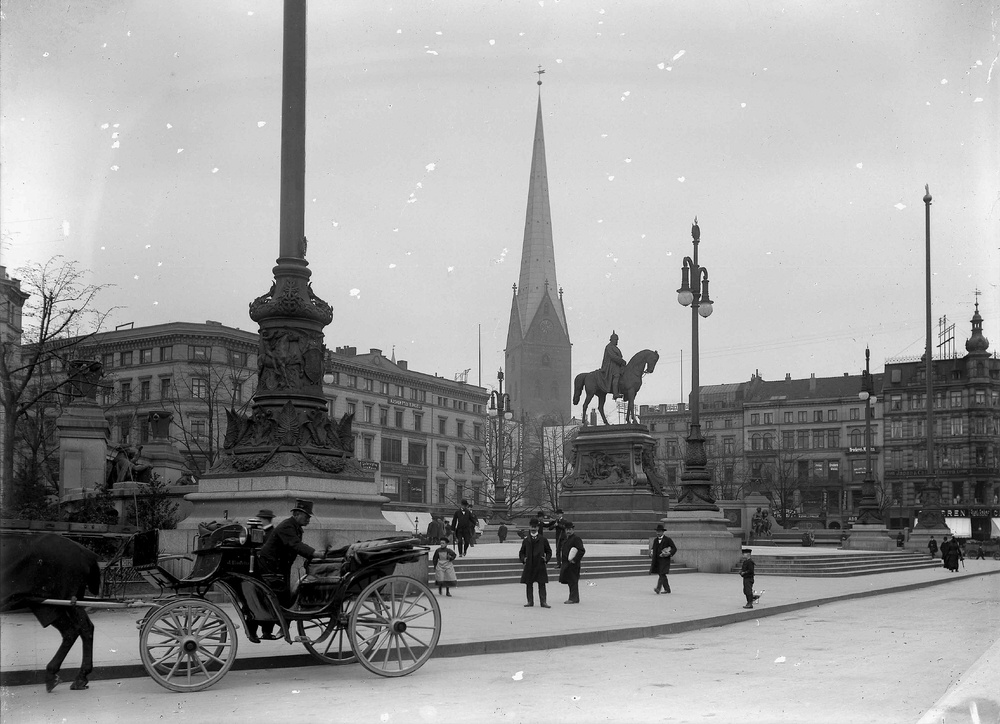
Denkmal auf dem Rathausmarkt um 1906, im Hintergrund St. Petri

Auf einem erhöhten Plateau, dem Rathaus zugewandt, stand das fünfeinhalb Meter hohe Reiterstandbild auf einem sechs Meter hohen, verzierten Sockel aus poliertem Granit. An diesem waren Bronzereliefs zur Versinnbildlichung der Reichseinigung 1871 und die Reichsinsignien angebracht. Vorne durch eine Freitreppe gefasst, wurde das Plateau (80 mal 30 Meter) seitlich eingerahmt von zwei getrennten, viertelkreisförmigen Steinbalustraden. Von vasenartigen Bronze-Feuerbecken bekrönt, waren auch sie zur Innenseite mit verschiedenen Reliefs in Bezug auf die Reichseinigung und mit umlaufenden Sitzbänken versehen, die von mehreren bronzenen Greifen unterbrochen wurden. An den im weiten Bogen verlaufenden Balustraden, die von den beiden Flaggenmasten und zwei Lichtmasten abgeschlossen wurden, waren auch die vier allegorischen Figurengruppen aufgestellt. Zwei weitere Lichtmasten, deren Sockel ebenfalls mit Ornamenten jeweils unterschiedlicher deutscher Baumarten geschmückt waren, standen als Lichtspender einzeln zwischen Flaggenmasten und Standbild in der Anlage, die auch als Festplatz dienen sollte.
Das Denkmal stellte den Kaiser bewusst in würdig empfundener, schlichter Uniform dar. Nicht der preußische Militarismus, sondern die sozialen, ökonomischen und juristischen Errungenschaften nach der Gründung des Deutschen Reiches und Hamburgs Anteil daran, sollten im Vordergrund stehen.

### Umsetzung in die Wallanlagen
1929/1930 wurde das Denkmal, das schon während der Novemberrevolution 1918 sowie 1922 beschädigt worden war und in der nun demokratischen Weimarer Republik auch von politischer Seite kritisiert wurde, entfernt. Anlass war die aus verkehrstechnischen Gründen erfolgte Umgestaltung des Rathausmarktes 1930/1931 unter Oberbaudirektor Fritz Schumacher, der das Denkmal schon vor dem Ersten Weltkrieg entfernen wollte um die Platzgestaltung wieder an das ursprünglich geplante Raumgefüge (dem Markusplatz nachempfunden) anzunähern. Das Reiterstandbild, die allegorischen Gruppen, ein Teil der Balustraden und zwei Laternenmasten wurden vor dem Ziviljustizgebäude (vor der Ostfassade in den Wallanlagen am Holstenplatz, heute Johannes-Brahms-Platz) neu aufgestellt. Die nicht mehr verwendeten Teile, wie die Reliefs und Aufsätze der Balustraden, gelten heute als verschollen. Die Flaggenmasten verblieben – näher zum Rathaus gerückt – am alten Ort.
Das im Zweiten Weltkrieg beschädigte Denkmal wurde 1961 wegen der bevorstehenden Umgestaltung der Wallanlagen (Teil des Parks Planten un Blomen) für die IGA 1963 aufgelöst und das Reiterstandbild auf einem Betonsockel in der Parkanlage erneut umgestellt.
Die vier Figurengruppen, die den Weltverkehr und die neuen Kommunikationsmöglichkeiten, die neuen einheitlichen Reichsgesetze, das Invaliditäts- und Altersversorgungsgesetz und das einheitliche Maß- und Münzwesen darstellen, wurden nach kurzzeitiger Ausstellung von 1977 bis 1980 auf dem Rathausmarkt im Jahr 1985 vor den Justizgebäuden am Sievekingplatz aufgestellt. 1997 wurden sie nochmals umgesetzt und nun wieder um das Reiterstandbild gruppiert.
Zudem befinden sich ein erhaltener Lichtmast auf dem St. Anscharplatz (Hinterhof Neue ABC-Straße) und die beiden seitlichen Sockelreliefs des Standbildes in den Schaufenstern des Geschäftes "Thomas I Punkt" am Gänsemarkt und der Rückseite des Hulbe-Hauses.
Der Figurengruppe 'Einheitliches Recht' fehlen die am ausgestreckten Arm gehaltene Waage und der obere Teil des Richterstabes mit Reichskrone.

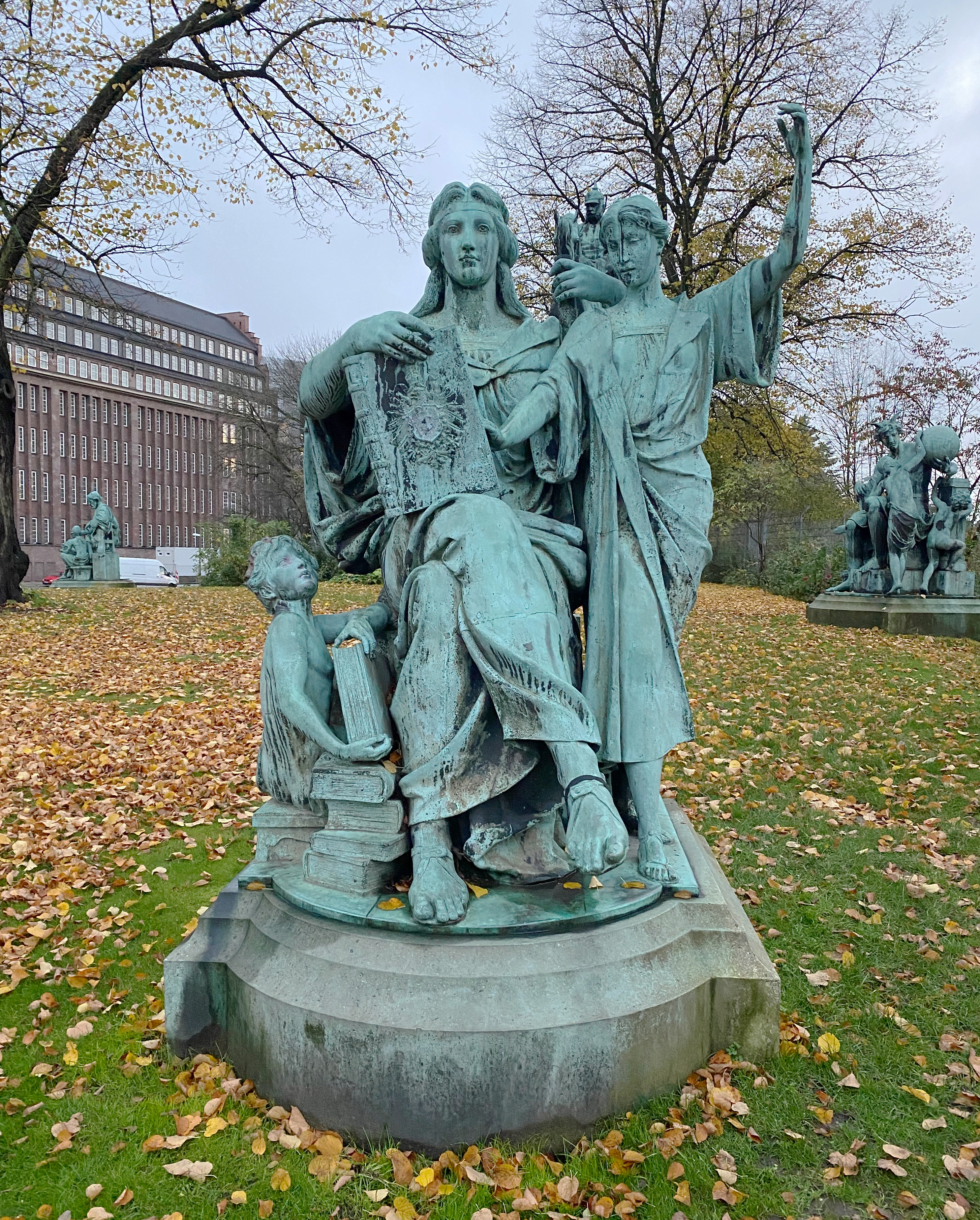
'Einheitliches Recht'
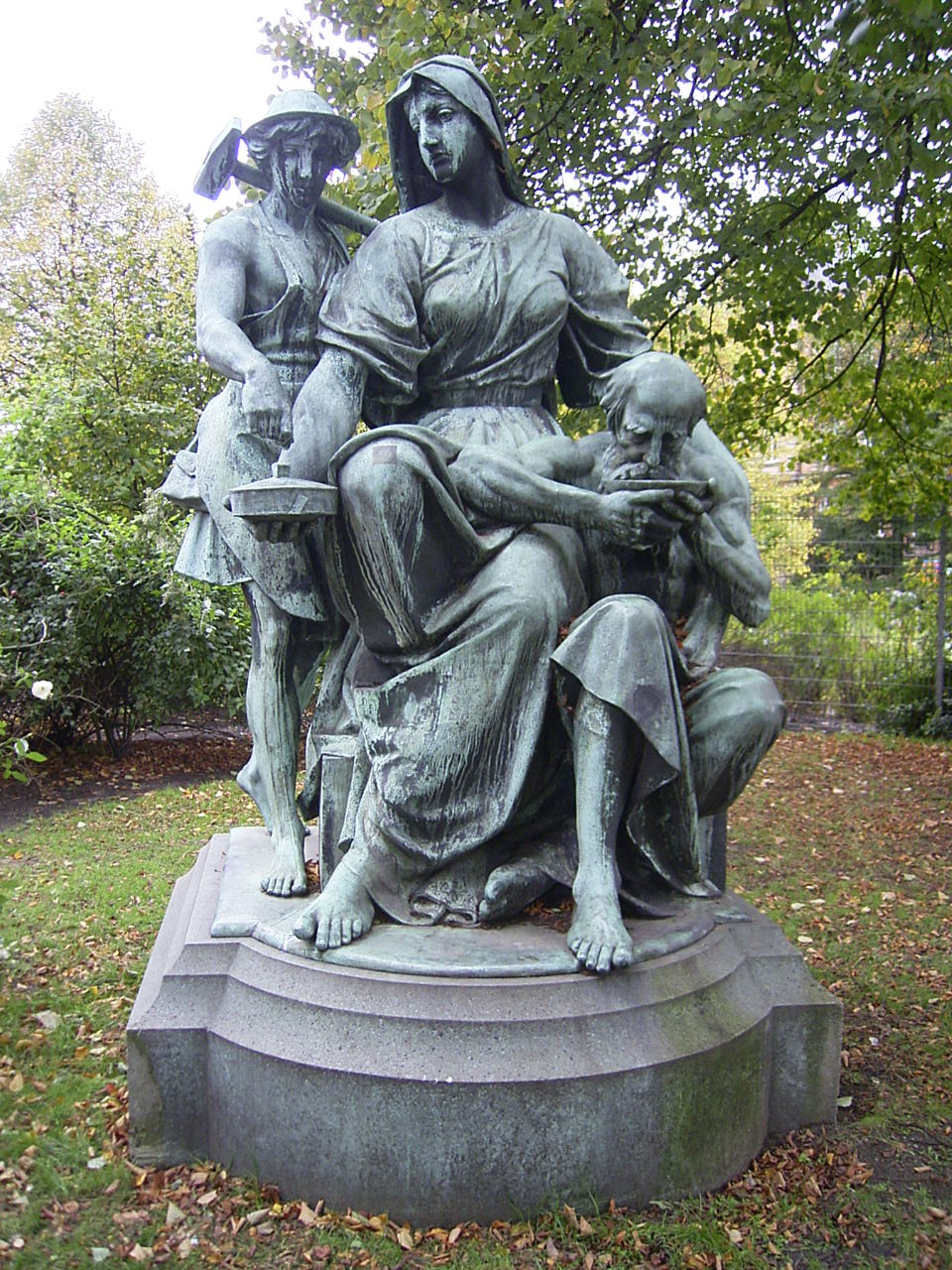
'Wohlfahrtsgesetze'
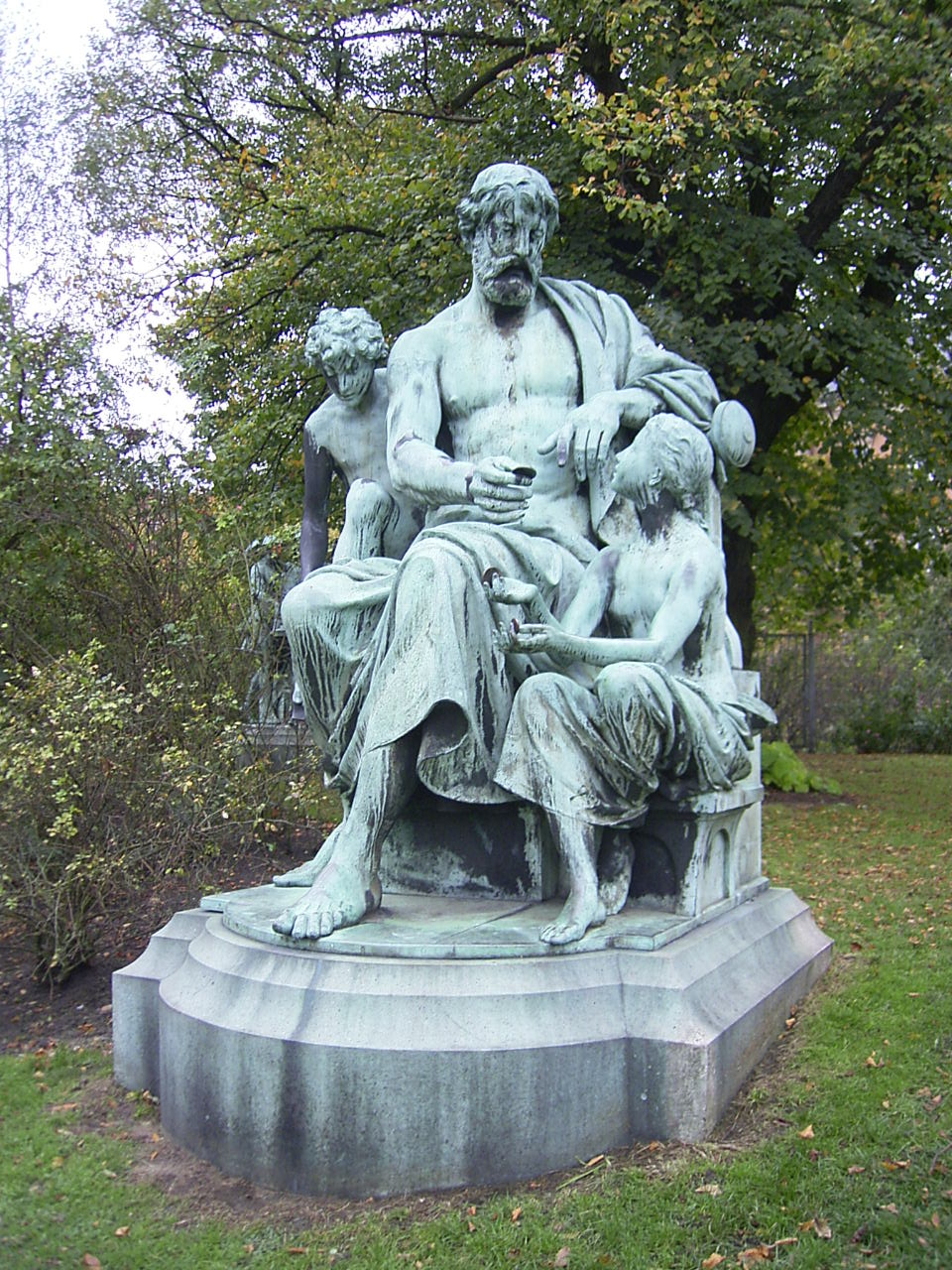
'Einheitliches Geld'
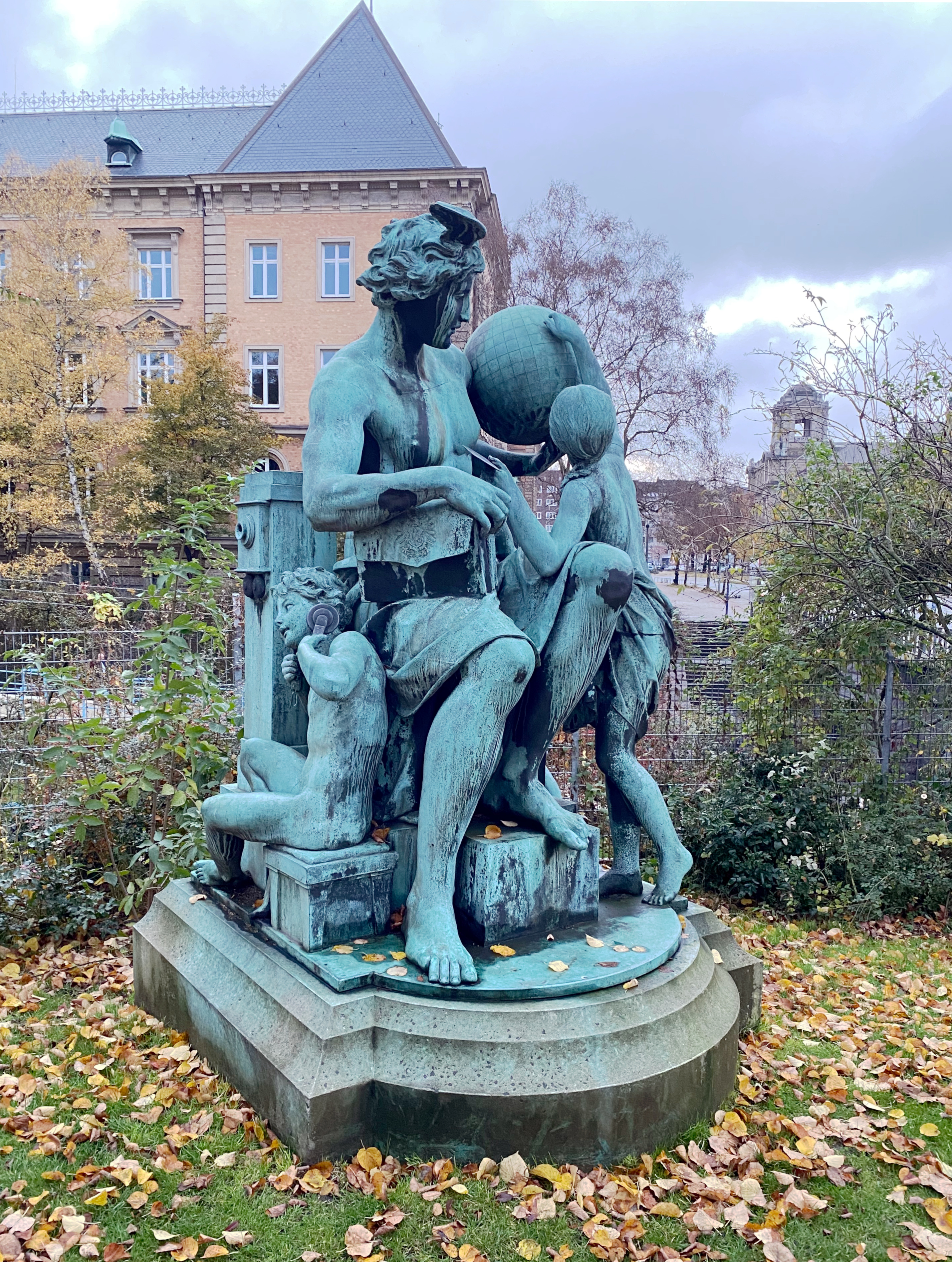
'Verkehrswesen'